# Widugiery
Widugiery (dodatkowa nazwa w j. litewskim Vidugiriai od vidus (= środek) i giria (= las)) – wieś w Polsce położona w województwie podlaskim, w powiecie sejneńskim, w gminie Puńsk. Zamieszkana jest w większości przez ludność narodowości litewskiej. 
Wieś królewska położona była w końcu XVIII wieku  w powiecie grodzieńskim województwa trockiego. W latach 1975–1998 miejscowość administracyjnie należała do województwa suwalskiego.

## Zabytki
Do rejestru zabytków Narodowego Instytutu Dziedzictwa wpisane są następujące obiekty:
- spichrz drewniany w zagrodzie nr 1, 2. połowa XIX w. (nr rej.: 63 z 3.03.1980)